# Caiophora
Caiophora é um género botânico pertencente à família Loasaceae.